# Prometheus Global Media
Prometheus Global Media — нью-йоркская B2B медиакомпания. Компания была образована в декабре 2009 года, когда Nielsen Company продала свое подразделение развлечений и СМИ группе частных инвесторов во главе с Pluribus Capital Management и Guggenheim Partners. В январе 2013 года Guggenheim приобрела долю Pluribus в компании, в результате чего она стала полностью принадлежать ей под названием Guggenheim Digital Media.
Компания владела и управляла рядом крупных изданий индустрии развлечений и связанными с ними цифровыми ресурсами, включая Adweek, Backstage, Billboard, Film Journal International и The Hollywood Reporter.
17 декабря 2015 года было объявлено, что Guggenheim выделит свою медиа-собственность в группу, возглавляемую бывшим руководителем Тоддом Боэли, известную как Eldridge Industries.

## История
10 декабря 2009 года компания Nielsen объявила о продаже своего подразделения Business Media, в которое входили такие бренды, как Adweek, Billboard и The Hollywood Reporter, новой компании e5 Global Media, совместному предприятию Guggenheim Partners и Pluribus Capital Management — компании, возглавляемой Джеймсом Финкельштейном, Мэтью Доулом и Джорджем Грином. Два подразделения Nielsen, Editor & Publisher и Kirkus Reviews, не были включены в сделку и подлежали закрытию. Editor & Publisher вместо этого будет продан Duncan McIntosh Company, а Kirkus Reviews будет продан Герберту Саймону. Первым генеральным директором компании стал Ричард Бекман, ранее работавший в Condé Nast и Fairchild Publications, а также бывший издатель журналов GQ и Vogue. Карьера Бекмана пошла на спад в 1999 году после «неадекватного поведения», приведшего к травмам директора по рекламе Vogue на Западном побережье Кэрол Мэтьюс, когда Бекман был издателем Мэтьюс в Condé Nast.
Первым важным шагом Бекмана стал перезапуск The Hollywood Reporter; наняв Дженис Мин, ранее работавшую в Us Weekly, на должность редакционного директора, THR заменил ежедневное печатное издание еженедельным журналом и провел значительный редизайн своего сайта, сделав акцент на сенсациях. Новый формат должен был составить конкуренцию новым блогам, посвященным новостям индустрии, таким как Deadline Hollywood и TheWrap, а также их тогдашнему конкуренту еженедельнику Variety. Изменения оказали значительное влияние на показатели издания: к 2013 году продажи рекламы выросли более чем на 50 %, а посещаемость сайта журнала увеличилась на 800 %. В октябре 2010 года компания была переименована в Prometheus Global Media; названная в честь греческой мифологической фигуры, Бекман заявил во внутренней записке, что новое название будет «[иметь] больший вес и весомость на рынке».

## Реорганизация
29 мая 2014 года компания Prometheus объявила о приобретении за 8 миллионов долларов издательских активов Mediabistro — сети сайтов, посвященных различным аспектам индустрии масс-медиа, включающей сайт объявлений о вакансиях в СМИ Mediabistro и сеть блогов, таких как AgencySpy, FishbowlNY, Lost Remote и TVNewser. Приобретение не включало выставочный бизнес Mediabistro, который был сохранен под названием Mecklermedia. 13 января 2015 года Adweek и Film Expo Group были объединены в Mediabistro, образовав новую дочернюю компанию Prometheus, Mediabistro Holdings. В то же время блоги компании были перезапущены под новым баннером «Adweek Blog Network», а все блоги Mediabistro, ориентированные на социальные сети, были объединены в SocialTimes.
В марте 2015 года компания Guggenheim Partners сообщила, что ее президент Тодд Боэли изучает возможность создания собственной компании. Представитель компании заявил, что такая компания «скорее всего, будет гармонично сочетаться с Guggenheim, тем более что в течение некоторого времени роль Тодда была стратегической и ориентированной на сделки, а не на работу или управление повседневным бизнесом». 17 декабря 2015 года, в ответ на потери Guggenheim Partners, компания объявила о выделении своих медиа-собственностей группе под руководством Боэли, включая Hollywood Reporter-Billboard Media Group, Mediabistro и Dick Clark Productions, все под их нынешним руководством. Полученная компания известна как Eldridge Industries.